# Claire Goll
Claire Goll, född Clara eller Klara Aischmann, 29 oktober 1891 i Nürnberg, död 30 maj 1977 i Paris, var en tysk-fransk författare och översättare. Hon var en längre tid gift med författaren Yvan Goll.

## Biografi
Goll var av judisk börd och hon tillbringade ungdomsåren i München. Hon gifte sig med förläggaren Heinrich Studer från Schweiz och flyttade ditt. Efter makens död 1916 började hon studera filosofi i Genève. Goll var aktiv i fredsrörelsen och i kvinnorättsorganisationer. Under åren 1918/1919 hade hon ett kärleksförhållande med Rainer Maria Rilke och besökte möten av dadaister i Zürich. Tillsammans med Yvan Goll fick hon 1919 en bostad i Paris och paret gifte sig 1921. Lägenheten blev en träffpunkt för olika surrealister. Året 1939 när nazisterna överföll Paris flyttade paret till New York. Efter återkomsten till Paris 1947 var hon även översättare och förläggare av makens verk.

## Utvalda verk
Goll skrev bland annat:
- Eine Deutsche in Paris, 1927
- Die Traumtänzerin. Jahre der Jugend, 1971
- La poursuite du vent, 1976